# Convair

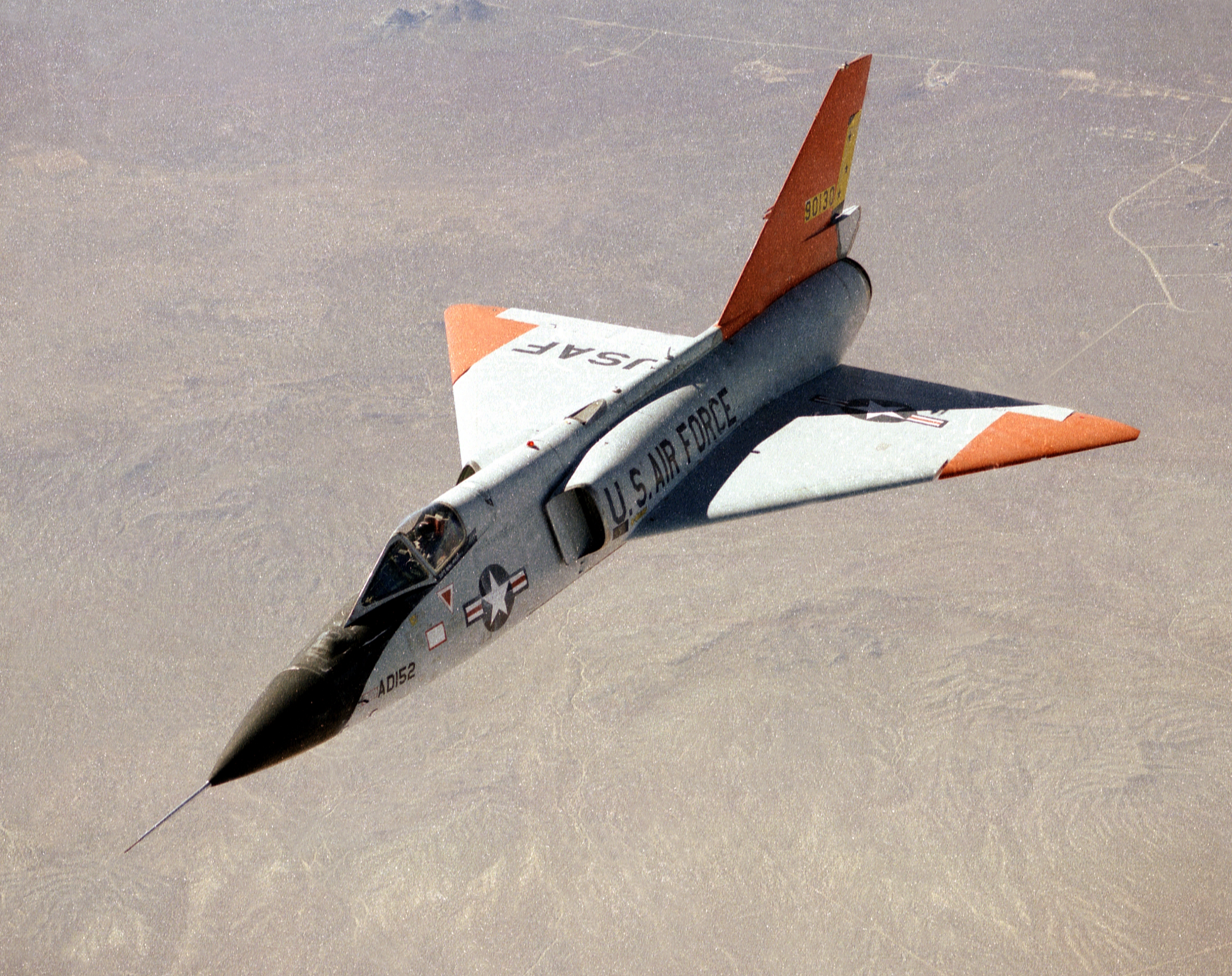
F-106 Delta Dart

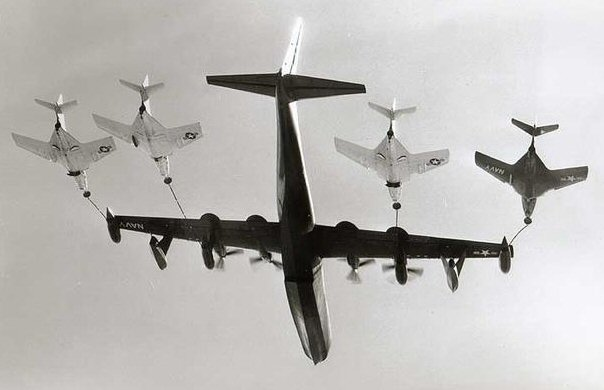
1954: R3Y jako létající tanker

Consolidated Vultee Aircraft Corporation, všeobecně známá jako Convair, byla výsledkem sloučení firem Consolidated Aircraft a Vultee Aircraft v roce 1943. V březnu 1953 byl Convair získán firmou General Dynamics, čímž vznikla Convair Division. Letadla se zde vyráběla až do roku 1965, poté firma přešla ke kosmickému programu a programu na stavbu draků pro letouny. V roce 1994 byla firma prodána společnosti McDonnell Douglas, zařízení přešlo k firmě Lockheed a roku 1996 společnost General Dynamics ukončila Convair Division.

## Letouny firmy Convair (chronologicky, podle roku vzletu prototypu)
- XP-81 (1945)
- XA-44 (prototyp nikdy nedokončen)
- B-36 Peacemaker (1946)
- XB-53 (prototyp nikdy nedokončen)
- CV-240 (1947) - další varianty CV-340, CV-440, C-131 Samaritan, R4Y a T-29
- XB-46 (1947)
- XC-99 (1947)
- Model 37 (sériově nevyráběn)
- XF-92A (1948)
- YB-60 (1952)
- F-102 Delta Dagger (1953)
- F2Y Sea Dart (1953)
- R3Y Tradewind (1954)
- XFY-1 Pogo (1954)
- CV-540 (1955)
- CV-580
- B-58 Hustler (1956)
- F-106 Delta Dart (1956)
- X-11 (1957)
- 880 (1959)
- 990 Coronado (1961)
- CV-600 (1965)